# Раджасекхара Варман
Раджасекхара Варман — пізній південноіндійський правитель з династії Чера (Куласекхара). Шайвісти та наянари шанують його як святого.